# Роджерс, Джон (протестант)
Джон Ро́джерс (англ. John Rogers; ок. 1500, Деритенд, Англия (ныне Бирмингем) — 4 февраля 1555, Лондон) — англиканский священник, богослов, переводчик и комментатор первой авторизованной английской Библии. Реформатор, участвовал в создании отдельной англиканской церкви. Мученик.

## Биография

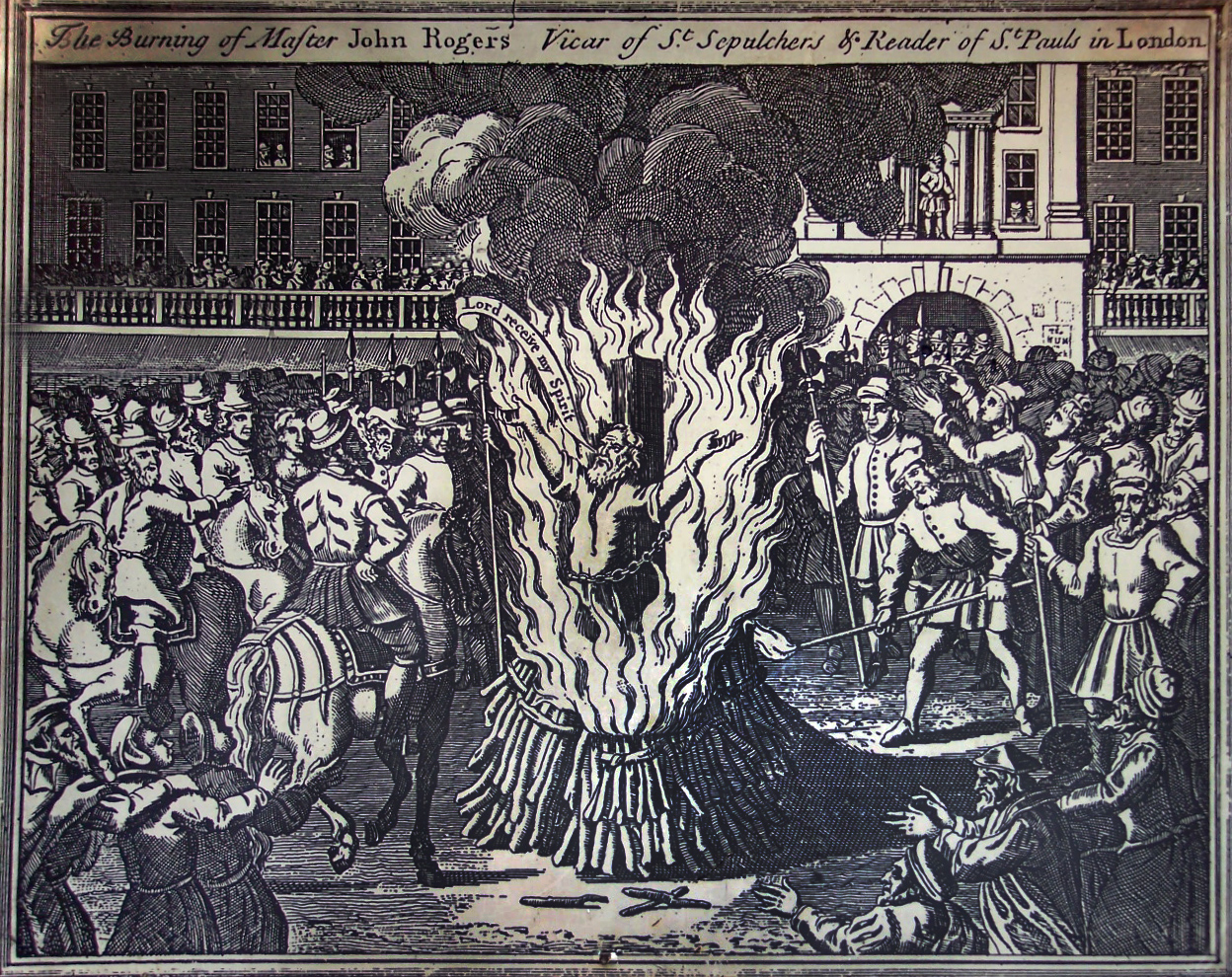
Сожжение на костре Джона Роджерса в 1555 г.

Получил образование в Пемброк-колледже Кембриджского университета. В 1526 году стал бакалавром.
В 1532—1534 годах — настоятель приходской церкви Святой Троицы в лондонском сити. В 1534 году отправился в Антверпен в качестве капеллана английской торговой компании.
Встретившись с Уильямом Тиндейлом, под его влиянием отказался от католической веры, стал протестантом, и утвердился в мысли, что люди должны иметь возможность читать Библию на родном языке.
Во время правления Генриха VIII руководил переводом Библии от Матфея на народный английский язык, впервые опубликованной под псевдонимом «Томас Мэтью (Матфей)» в 1537 году.
С 1537 года Роджерс жил с семьей несколько лет в Виттенберге, знакомился и изучал богословские труды Лютера. В 1548 году вернулся в Англию, стал проповедовать в соборе Святого Павла в Лондоне.
В начале регентства английской королевы Марии Католички, которая стремилась к восстановлению Католической церкви в Англии, был арестован и обвинен в ереси. После года заключения, был приговорен лорд-канцлером Стивеном Гардинером, епископом Винчестерским 4 февраля 1555 года к сожжению в Лондоне.
Стал первым английским протестантским мучеником.